# Novo-rico
Novo-rico (calque do francês nouveau riche; em inglês new money), é um termo derrogatório usado para descrever pessoas cuja riqueza tenha sido obtida na sua geração, ao invés de por forma sequencial, sobretudo hereditária. É frequentemente usada para criticar estilos comportamentais, como a ostentação da riqueza, associados à procura de notoriedade e de reconhecimento, em contraste com os old moneys, que preferem, na generalidade, a quietude e estilos de bens mais clássicos.
Vários exemplos de comportamentos associados aos novos ricos são a compra de carros de alta cilindrada com cores vivas, a compra de casas em estilo moderno e de roupa de alta-costura com predomínio de logotipos. Entre os visados estão por norma novas celebridades, futebolistas ou rappers, predominantemente associados a casos onde a mudança estatutária e financeira ocorreu na sua própria geração, bem como o fascínio monetário.
Existem casos onde apesar de se verificar um caso de riqueza recente (na própria geração ou na anterior), as pessoas não são apelidadas com o termo por demonstrarem um comportamento mais clássico e pouco exuberante em relação à sua situação financeira.